# خوسيه دي ليون
خوسيه دي ليون (بالإنجليزية: José De León)‏ هو لاعب كرة قاعدة أمريكي، ولد في 7 أغسطس 1992 في Isabela, Puerto Rico ‏ في الولايات المتحدة.

## وصلات خارجية
- خوسيه دي ليون على موقع دوري كرة القاعدة الرئيسي (الإنجليزية)
- خوسيه دي ليون على موقعبيزبول رفرنس.كوم (الدوري الرئيسي) (الإنجليزية)
- خوسيه دي ليون على موقعبيزبول رفرنس.كوم (الدوري الثانوي) (الإنجليزية)
- خوسيه دي ليون على موقع إي إس بي إن.كوم (أم.أل.بي) (الإنجليزية)
- خوسيه دي ليون على موقع مشجعي الرسوم البيانية (الإنجليزية)